# 棒花蒲桃
棒花蒲桃（学名：Syzygium claviflorum）是桃金娘科蒲桃属的植物。分布于越南、印度、缅甸、马来西亚、泰国以及中国大陆的海南等地，常生长在南部平地常绿林里，目前尚未由人工引种栽培。